# Chiesa di Santa Maria Maddalena (Lodi)
La chiesa di Santa Maria Maddalena rappresenta il miglior esempio di edificio barocco a Lodi. Fu completata nella prima metà del Settecento su progetto di Antonio Veneroni, incorporando sul lato destro una preesistente costruzione romanica risalente al 1162.

## Esterno
La facciata in stile neobarocchetto, ha un andamento curvilineo con una elaborata ornamentazione in stucco, ed è opera di un rifacimento del 1888 dell'architetto Angelo Colla.
L'alto campanile è opera dei lodigiani Michele e Pier Giacomo Sartorio.
Le 5 campane attuali sono state realizzate da Giovanni Crespi di Crema nel 1856.

## Interno

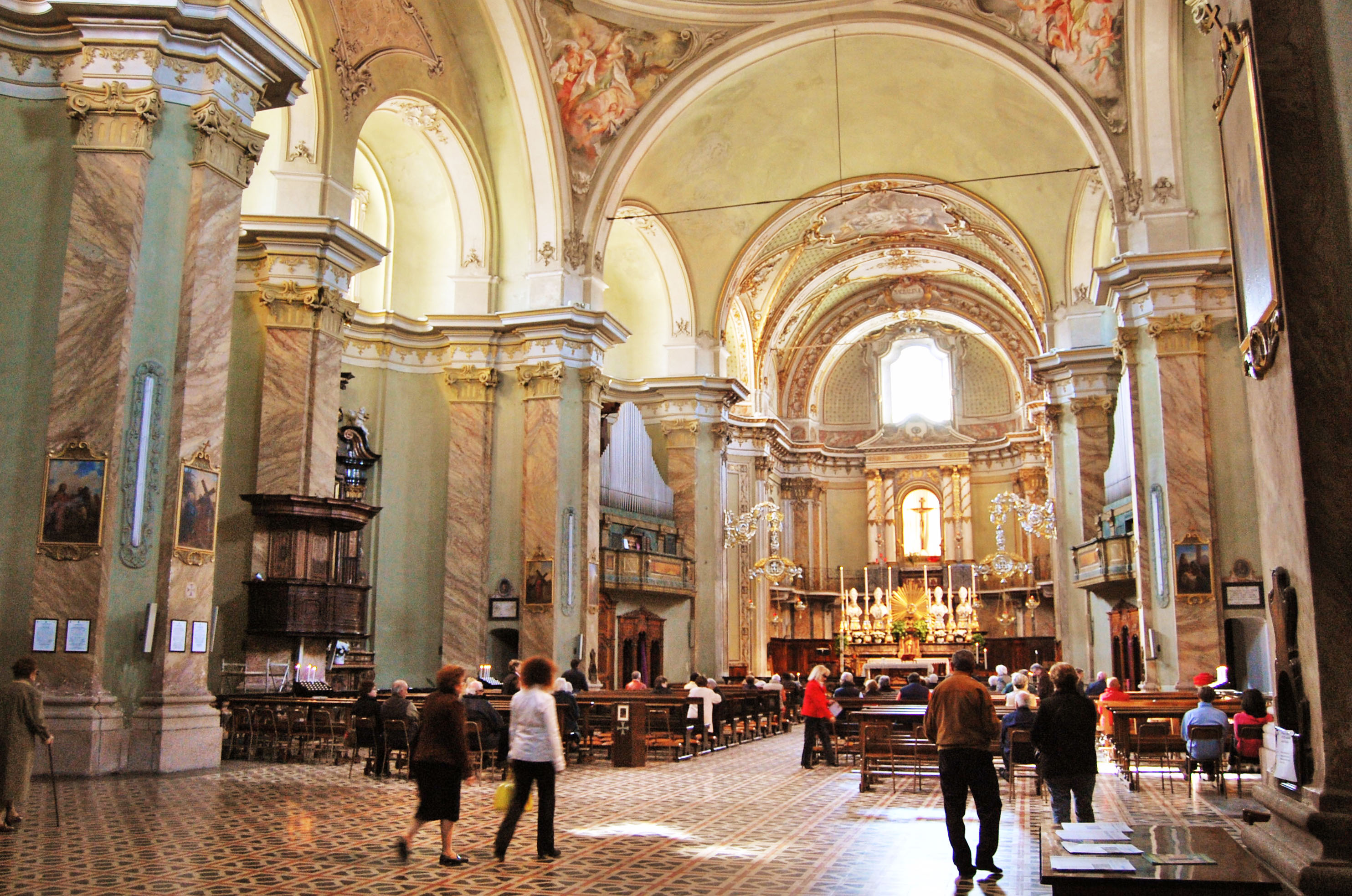
Interno della chiesa

L'interno della chiesa è caratterizzato da una navata unica con pianta ellittica e numerose cappelle disposte ai lati.
Lo spazio principale quadrato è coperto da una volta a vela a sesto ribassato. Questo è preceduto e seguito da due spazi trapezoidali coperti da volta a crociera, a loro volta preceduti e seguiti da due spazi più piccoli con volta a botte lunettata; sul fondo troviamo infine il presbiterio a pianta rettangolare con l'altare realizzato da Simone Cantoni, e quindi l'abside. Proprio nell'abside è conservato un crocifisso ritenuto miracoloso.
Nell'ultima cappella di sinistra è conservato l'organo costruito dall'organaro Livio Tornaghi nel 1853. Quest' ultimo, nonostante conservi tutte le sue caratteristiche originali, è attualmente in pessimo stato, e non più funzionante.
Sono degni di nota anche gli affreschi conservati nell'edificio, tra cui alcune opere di Carlo Innocenzo Carloni e una Deposizione attribuita a Robert De Longe detto il Fiammingo.